# بيت لورانس
بيت لورانس (بالإنجليزية: Pete Lawrence)‏ هو موسيقي بريطاني، ولد في 29 أكتوبر 1957.

## وصلات خارجية
- الموقع الرسمي
- بيت لورانس على موقع ميوزك برينز (الإنجليزية)
- بيت لورانس على موقع ميوزك برينز (الإنجليزية)
- بيت لورانس على موقع أول ميوزيك (الإنجليزية)
- بيت لورانس على موقع أول ميوزيك (الإنجليزية)
- بيت لورانس على موقع ديسكوغز (الإنجليزية)
- بيت لورانس على موقع ديسكوغز (الإنجليزية)